# NGC 17
NGC 17 hay còn được gọi là NGC 34, là một thiên hà xoắn ốc trong chòm sao Kình Ngư. Nó là kết quả của việc hai thiên hà đĩa sáp nhập vào nhau, dẫn đến hiện tượng sao nổ ở gần các khu vực trung tâm. Hiện tại, nó vẫn đang tiếp tục định hình. Thiên hà vẫn đầy khí gas, chỉ có một hạt nhân thiên hà đơn và nằm cách xa 250 triệu năm ánh sáng.
Sau khi đã sáp nhập, NGC 17 vẫn chưa có hình dạng xoắn ốc và hiện tại giống như dãy ngân hà. Nhưng hạt nhân ở trung tâm đang bị móp méo, chưa có hình dạng cụ thể.
NGC 17 và NGC 34 được hai nhà thiên văn Mỹ Frank Muller và Lewis Swift biên soạn lần lượt vào năm 1886. 
Nó khác biệt ở điểm là vị trí quan sát của cả hai nhà thiên văn. Và nó được nhà thiên văn học người Đan Mạch gốc Ireland liệt kê là các đối tượng riêng biệt.

## Dữ liệu hiện tại
Theo như quan sát, đây là thiên hà thuộc chòm sao Kình Ngư. Và dưới đây là một số dữ liệu khác:
Xích kinh 00 h 11 phút 06,5 giây
Độ nghiêng 12 ° 06 ′ 26 ″
Redshift +0,019617 ± 0,000010
Vận tốc xuyên tâm (tốc độ xuyên tâm) 5,881 ± 2 km / s
Độ lớn biểu kiến (V) 15,3
Loại thiên hà Sc 
Kích thước hiển thị (V) 2′.2 × 0′.8
Kích thước 166 000 al 
Vị trí góc 30 ° 
Độ phóng đại (V) 14,4
Độ sáng bề mặt 14,8 mag/as2